# Sălard
Sălard (Hongaars: Szalárd) is een Roemeense gemeente in het district Bihor.
Sălard telt 4340 inwoners, voornamelijk etnische Hongaren (zie: Hongaarse minderheid in Roemenië). De gemeente maakt deel uit van de streek Érmellék.
De gemeente bestaat uit de volgende dorpen:
- Hodoș (Jákóhodos) 717 inwoners, 713 Hongaren
- Sălard (Szalárd) 3014 inwoners, 1585 Hongaren
- Sântimreu (Hegyközszentimre) 609 inwoners, 574 Hongaren

Na de tweede wereldoorlog werd de gemeente toegedeeld aan Roemenië (voor 1920 en tussen 1940 en 1944 was ze onderdeel van Hongarije). De Roemeense overheid liet met name in de hoofdplaats grote groepen Roemenen zich vestigen. In onderstaand staatje de groei van het aantal Roemenen in het dorp Sălard/Szalárd.
- 1910 - 45 Roemenen
- 1920 - 168 Roemenen
- 1930 - 489 Roemenen
- 1966 - 1072 Roemenen
- 1977 - 1034 Roemenen

Na de omwentelingen in 1990 neemt de bevolking van de gemeente sterk af. Woonden er in 1977 nog 5254 personen, in 1992 is dit met 1000 gedaald naar 4088. De laatste decennia is er weer sprake van een kleine groei. 